# Кочубей Володимир Іванович
Кочубей Володимир Іванович (1888, Жижниківці, Ляховецька волость, Острозький повіт, Волинська губернія, Російська імперія — 1937, Москва, РСФСР) — радянський археолог і музейник, дослідник історії і культури підрадянської Волині, директор «Шепетівського окружного музею в м. Славута» (1926-1934).

## Життєпис
1888 — народився в селянській родині в с. Жижниківці Ляховецької волості Острозького повіту Волинської губернії
1905 — закінчив учительську семінарію.
1906 — розпочав учительську діяльність. Працював учителем початкових і старших класів шкіл-семирічок.
1908 — вступив до Житомирського учительського інституту, який закінчив у 1913. Надрукував матеріали краєзнавчих розвідок на сторінках газет «Вісті Волинського губернського земства» і «Нове життя для всіх».
1919–1922 — учасник окупації України в складі більшовицьких військ.
1922 — розпочав плідну краєзнавчу та літературну діяльність.
Від 1923 — учитель професійно-технічної школи в м. Славута (нині Хмельницька область). Єдиний серед 8 працівників даної школи, хто мав статус «викладача інституту» і проводив уроки українською мовою.
1922 –1926 — бере участь у створенні краєзнавчих гуртків у містах і селах Шепетівської округи.
1926 — заснував та очолив «Шепетівський окружний музей в м. Славута». У складі музею три відділи: природничий, соціально-економічний та культурно-історичний. Штати музею на той час складалися з двох посад: директора (цю посаду від початку обіймав В. І. Кочубей) та лаборанта (М. Д. Савіцький). На посаді директора музею пропрацював до вересня 1934 р., коли музей було остаточно закрито, а фонди передано до Вінниці.
1926 — ініціював створення і згодом очолив Шепетівське наукове товариство при ВУАН.
1927–1929 — брав участь у проведенні двох геологічних і двох археологічних експедицій під науковим керівництвом професорів С. Гамченка та О. Безбородька.
1928–1929 — брав участь у систематичному обстеженні пам'яток давньоукраїнського сакрального й побутового мистецтва.
Від 1936 проживав у Москві.
1 вересня 1937 арештований за місцем проживання на околиці м. Москва за звинуваченням у контрреволюційній діяльності.
21 листопада 1937 засуджений до розстрілу за контрреволюційні наклепи на керівництво радянського уряду (Рада народних комісарів УРСР), захист розстріляних ворогів народу та за «готовность к совершению террористических актов».
8 грудня 1937 був страчений на Бутовському полігоні Москви.
Реабілітований у січні 1961 року.

## Науковий доробок
Кочубей Володимир Іванович — автор монографій:
- «Археологічне обстеження берегів р. Горинь у 1928 р.»,
- «До реєстрації археологічних першоджерел на Шепетівщині»,
- «Довідник Шепетівщини»,
- «Екскурсант Шепетівщини» (Шепетівка, 1929).